# 諏訪亜紀
諏訪 亜紀（すわ あき）は、環境学を専門とする日本の学者。京都女子大学教授、元国連大学高等研究所研究員(リサーチフェロー)。

## 概要
環境学の研究者であり、再生可能エネルギー(主に地熱発電)に従事している。

## 来歴

### 生い立ち
日本の千葉県で生まれた。千葉市立千葉高等学校を卒業した後、上智大学へと進学した。早稲田大学や慶應義塾大学にも合格したが、親の勧めによって上智を選んだ。

### 大学・大学院時代
上智大学の文学部英文学科に入学したが、心理学に関心を持った。
上智大学卒業後、就職を経てイギリスへ渡った。
最初の一年は環境NGOに所属した。その後、ロンドン大学の所属カレッジの一つであったインペリアル・カレッジ・ロンドンに在籍し、そこで社会制度と地球環境の関係性に興味を持ち、エネルギー問題にも関心を持った。後にユニバーシティ・カレッジ・ロンドンにも在籍し博士号も習得している。

### 研究者として
ロンドン大学を卒業後、しばらくして、かつて横浜に存在した国際連合大学高等研究所でリサーチフェローとして在籍していたが、2014年に横浜の研究所が渋谷の本部に統合されるに伴い京都に移り、現在は京都女子大学で現代社会学部の教授として勤めている。

## 履歴
- 1990/03/31上智大学文学部英文学科卒業
- 1996/09/30ロンドン大学インペリアルカレッジ環境技術政策Environmental Technology修士修了
- 2004/05/01ロンドン大学 ユニバーシティカレッジロンドンバートレットスクールオブプラニングエネルギー政策博士修了[1]。